# Colisée Androscoggin Bank

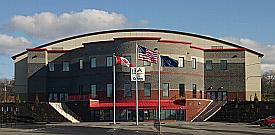
Le Colisée.

Le Colisée Androscoggin Bank, anciennement Colisée Lewiston, est une salle omnisports de 4 000 places située à Lewiston, ville de l'État américain du Maine. Elle a ouvert ses portes en 1958.
Elle est pour la saison 2013-2014 le domicile des Pirates de Portland, club de hockey sur glace évoluant en Ligue américaine de hockey, et a été le domicile de l'ancienne équipe des Maineiacs de Lewiston, de la Ligue de hockey junior majeur du Québec, de 2003 à 2011. Elle a également été le domicile principal des Nordiques du Maine de 1973 à 1977. Il est maintenant le domicile d'un autre équipe de hockey, aussi appelé les Nordiques de Maine et évoluant en North American Hockey League mais pas d'être confondu avec soit le Ligue nord-américaine de hockey au Québec soit le NAHL des années 70, depuis 2019.